# 塔爾納
塔爾納（17世纪？—1657年），滿洲愛新覺羅氏。清太祖努爾哈赤曾孫、饒餘敏郡王阿巴泰孫、已革端重定親王博洛第四子、懷思貝勒齊克新之兄。
順治九年（1652年）三月，父親端重定親王博洛病逝。八弟齊克新襲爵為端重親王。順治十四年（1657年），塔爾納被封為郡王，其後逝世。諡號「敏思」。順治十六年（1659年），朝廷追論博洛分多爾袞遺財及以及掌管戶部時尚書譚泰逞私攬權而博洛不力阻兩件事，奪去博洛爵位及諡號，塔爾納亦因父罪遭追究削去爵位。